# El último (el) de La Polla
El último (el) de La Polla es el decimotercer y último disco (y decimoctavo lanzamiento) del grupo vasco La Polla Records.
Es el primer y único disco grabado sin la presencia de Fernandito, que murió el  3 de septiembre del 2002 en su casa, siendo sustituido por Tripi. Tampoco está en este disco Jokin, que fue despedido de la banda en el 2002, siendo reemplazado por Txiki.
Para este disco, tras 24 años desde la formación original en 1979, solamente quedaban dos miembros: Evaristo y Sume, aunque suele considerarse a Abel como un miembro original, ya que llevaba en la banda desde 1985.
Además, este disco contó con la participación de varios músicos cercanos a la banda.

## Canciones
1. "Bandejitas, latas y paquetes" - 2:10
2. "Sin escrúpulos" - 1:32
3. "Susanita tiene un marrón" - 2:00
4. "Violencia" - 2:03
5. "Futuro perfecto" - 2:26
6. "Hoy vamos a explicar la palabra feo" - 1:53
7. "Punkyfer" - 2:00
8. "¡¡ OU YEA !!" - 2:15
9. "Nadie es inocente" - 2:33
10. "Iros todos a la mierda" - 2:56
11. "Loco mambo" - 1:55
12. "Control l´amour" - 2:46
13. "Ahora unos minutos de publicidad" - 2:30
14. "Rincones" - 1:27
15. "Dios" - 2:02
16. "Hombres de respeto" - 3:06
17. "Series de maderos" - 2:15
18. "A tu lado" - 2:05
19. "Pista no muy oculta" (Bonus track) - 1:40

## Personal
- Evaristo - Voz.
- Txiki - Guitarra solista, coros.
- Sume - Guitarra rítmica, coros.
- Abel - Bajo.
- Tripi - Batería.

## Otros
- Yul & Dumbo - Otras guitarras.
- Inés Osinaga - Triki & Pandero.
- Larri - Irrintzi.
- Rakel, el Jevi de Olvega y Caballo & Jako - Coros.
- Eduardo Gorriño - Locutor.

- Datos: Q5827210